# Distretto di Calapuja
Il distretto di Calapuja è un distretto del Perù, facente parte della provincia di Lampa, nella regione di Puno.